# バーナード・スレード
バーナード・スレード（Bernard Slade, 1930年5月2日 - 2019年10月30日）は、カナダ出身の劇作家、脚本家である。なお、日本での舞台上演時はバーナード・スレイドと表記される。

## 人物
オンタリオ州セントキャサリンズ生まれ。
両親はイギリスからの移民であったが、スレードの誕生と前後して世界恐慌が始まり、一家でイギリスに戻った。しかし今度はイギリスが戦火に巻き込まれ、転居を繰り返した後、1948年に再びカナダに移住した。こうした状況に加えて両親の流浪癖もあり、転校の多い少年時代を送った。
成年後は一般の職に就いては辞め、俳優として活動していた。1953年に結婚の後、オンタリオ州バインランドでガーデンセンター劇場という名の自前の劇場を持ったが、短期間で赤字を出した。
1960年中頃にハリウッドに移り、シットコムの作家として活動を始めた。この頃の作品に『奥さまは魔女』がある。
ABCの依頼で制作した『かわいい妻ジュリー』はニール・サイモンの『裸足で散歩』と同様の主題を扱った作品で、エレベーターのないアパートの、窓もなく、ただ屋上からのサンフランシスコの街の眺望だけがある部屋で暮らす若いカップルの生活を描いた内容である。
翌年にはサリー・フィールド演じる若い見習い修道女が空を飛ぶ『いたずら天使』を制作、さらに実在のバンド「カウシルズ」をモデルとした『パートリッジ・ファミリー』や、演劇『アビーの白薔薇』に触発された『Bridget Loves Bernie』などを制作した。
TV界で成功を収めたものの、1975年には演劇の世界に戻り、それぞれ夫や妻のある身でありながら年に一度だけ会って関係を持つカップルを描いた『セイムタイム、ネクストイヤー』Same Time, Next Year を書いた。この作品はチャールズ・グローディンとエレン・バースティンの主演で大成功を収め、公演は1453回に及んだ。スレードはこの作品でドラマ・デスク賞を受賞し、トニー賞 演劇作品賞にもノミネートされた。日本では鴨下信一演出、小柳ルミ子、角野卓造で上演され、小柳はその後も度々演じている。
続いて1978年には自分の息子よりも劇場の仲間との生活を優先する俳優を父に持つ男を描いた『Tribute』を制作、この作品はジャック・レモンを主演に、212回の限定公演となった。
1979年の『ロマンティック・コメディ』Romantic Comedy はアンソニー・パーキンスとミア・ファローの出演で成功した。また日本では、加来英治翻訳・演出、栗原小巻、地井武男共演で上演された。
スレードはこれら3作品全てについて映画版の脚本も作っており、アラン・アルダ、バースティン共演の『セイム・タイム、ネクスト・イヤー』Same Time, Next Year (1979年、ロバート・マリガン監督)でアカデミー賞脚色賞、全米脚本家組合賞にノミネートされた(日本では劇場未公開。WOWOWでBS放映)。舞台同様ジャック・レモン主演で映画化した『マイ・ハート マイ・ラブ』Tribute(1980年、ボブ・クラーク監督)ではジニー賞脚色賞の候補となった。また、1983年にはアーサー・ヒラー監督による『ロマンチック・コメディ』Romantic Comedy はダドリー・ムーア、メアリー・スティーンバージェンと舞台とはキャストを変えて映画化された。
2019年10月30日に死去。89歳没。